# Sdrucciolo de' Pitti
Lo sdrucciolo de' Pitti è una strada dell'Oltrarno nel centro storico di Firenze, che scende da piazza de' Pitti a via Maggio, all'altezza di via de' Michelozzi. Poco oltre il suo imbocco si apre sulla destra via Toscanella. 

## Storia
"Il verbo sdrucciolare significa scivolare, slittare lungo un piano liscio e in pendenza o sopra qualcosa di unto. E lo sdrucciolo è, secondo il Fanfani, 'un sentiero che va alla china, dove camminando si può facilmente sdrucciolare". Oggi è l'unica strada fiorentina che si chiama coin questo appellativo, ma anticamente esistettero anche lo sdrucciolo di Orsanmichele e quello di San Lorenzo. 
La strada una volta si chiamava via che va al Pozzo Toscanelli, e per quanto possa apparire oggi una via del tutto secondaria tra le direttrici di piazza Pitti e via Maggio, essa ebbe al tempo del Granducato di Toscana una certa rilevanza perché attraverso di essa passavano le carrozze dirette alla reggia di palazzo Pitti. Proveniendo da nord infatti il Granduca e i nobili non attraversavano le zone brulicanti di commercio del Mercato Vecchio, di Calimala e del Ponte Vecchio, ma preferivano passare da via Tornabuoni, ponte Santa Trinita, via Maggio, per accedere alla piazza dallo sdrucciolo. 
Per questa ragione tra il 1875 e il 1885 la strada fu oggetto di un progetto per un complesso progetto di ampliamento (elaborato nel dettaglio e comprensivo dello studio dei nuovi affacci da parte dei singoli edifici) documentato da un cospicuo materiale conservato presso l'Archivio storico del Comune di Firenze, in buona parte dovuto all'architetto Vincenzo Micheli. Il progetto avrebbe portato la strada (o meglio lo slargo, visto la forma a imbuto che avrebbe dovuto assumere) in asse con il portone centrale di palazzo Pitti, determinando un cannocchiale utile ad avere un'ampia visione della reggia da via Maggio. 
Il brusco abbandono del progetto ci ha invece tramandato uno scorcio caratteristico della Firenze antica, peraltro inserito in quel tessuto fatto di vicoli che caratterizza fortemente l'area compresa tra la piazza de' Pitti e via Maggio, per lo più con la carreggiata pavimentata a lastrico posto alla 'rinfusa', come è anche in questo caso.

## Descrizione

### Edifici
| Immagine | N° | Nome                    | Descrizione |
| -------- | -- | ----------------------- | --- |
|          | 1r | Palazzo Pitti Laparelli | Sullo sdrucciolo sono gli accessi carrabili al palazzo su piazza Pitti e l'ingresso (come ancora recita una targa) alla "cantina della nobile Casa Laparelli-Pitti. In angolo, sulla cantonata, si trova inoltre l'unico stemma Pitti rimasto sulla piazza. |
|          | 2r | Casa Ichino             | L'edificio è privo all'esterno di particolarità architettoniche, nonostante il portone incorniciato in pietra su piazza Pitti. È da ricordare come, negli anni della seconda guerra mondiale, quando questa era la casa della segretaria di redazione della Nazione del Popolo Anna Maria Ichino, qui venissero accolti sotto falso nome alcuni partigiani ed ebrei. Tra questi il poeta triestino Umberto Saba e, dal dicembre 1943, lo scrittore Carlo Levi, che con la Ichino ebbe una affettuosa relazione e che qui scrisse gran parte del libro Cristo si è fermato a Eboli, come ricordato da una lapide sul fronte. |
|          | 3  | Collegio dei Paggi      | L'edificio si presenta sulla via con una estesa facciata organizzata su sei piani per quattro assi, con al terreno il portone di accesso posto all'estrema sinistra (con sulla chiave di volta uno scudo eroso) e alla destra un ampio accesso carraio. Tutte le finestre presentano eleganti quanto semplici incorniciature in pietra. Il casamento è indicato come collegio dei Paggi, cioè come residenza dei giovani nobili che aspiravano a entrare al servizio della corte e che in questi luoghi ricevevano la prima educazione, cosa più che probabile vista la vicinanza alla reggia di palazzo Pitti.             |
|          | 5  | Casa Medici             | L'edificio (sei assi per quattro piani) ostenta sul portale centrale (ora accesso a un esercizio commerciale) uno scudo recante una variante dell'arme dei Medici (sei palle con il capo d'Angiò). Il fatto che l'edificio potesse essere stato un tempo tra le proprietà della famiglia, quindi legato alla vita di corte del vicino palazzo Pitti, sembrerebbe confermato dall'aderenza di questo con il casamento del collegio dei Paggi. L'edificio presenta una buchetta del vino. |
|          | 10 | Casa                    | Si tratta di una casa con il prospetto organizzato su quattro piani per tre assi, di cui uno particolarmente stretto, corrispondente al portoncino d'ingresso (e alla scala interna), con bucature circolari. Il disegno dei due assi principali è di misurato ed elegante carattere cinquecentesco, e questo nonostante l'iscrizione che corre sugli architravi delle due finestre del piano nobile avverta di come la casa sia stata "refecta" nel 1931. |

Nel tratto finale la strada costeggia i palazzi Ridolfi e Biliotti su via Maggio.